# Testament (Bibel)
Das deutsche Wort Testament stammt vom lateinischen testamentum. Dessen Ursprungsbedeutung ist „rechtsverbindliche Verfügung“, etwa als Regelung für den Erbfall.
Im christlichen Kirchenlatein ist testamentum eine Begriffsübernahme des griechischen διαθήκη (diathēkē) des Griechischen Alten Testaments, dem ursprünglichen christlichen Schrifttum in griechischer Sprache. Testamentum und diatheke sind Übersetzungen des hebräischen Begriffs ברית (berit) aus der Torah.
Eine diatheke war ganz allgemein ein Vertrag, der von einer Seite angeboten wurde, und von der anderen Seite akzeptiert oder abgelehnt, aber nicht geändert werden konnte. 
Diese Bedeutung ist gemeint in der Bezeichnung der beiden Teile der christlichen Bibel als Altes Testament und Neues Testament und in den Abendmahlsworten der lutherischen Bibelübersetzung und Liturgie: „Das ist das neue Testament in meinem Blut“ bzw. „Das ist mein Blut des neuen Testaments“. 
Am Berg Sinai bot Gott einen Bund (berit) an, den das ganze Volk Israel annahm und bezeugte.

„Ich bin der Ewige, dein Gott, der ich dich aus dem Land Ägypten geführt habe, aus dem Hause der Sklaven. Du sollst keine anderen Götter haben vor meinem Angesicht.“

„Du sollst dir kein Götzenbild machen, auch keine ähnliche Gestalt von dem, was oben im Himmel und unten auf der Erde oder im Wasser unter der Erde ist. Du sollst dich vor ihnen nicht verbeugen, auch sie nicht gottesdienstlich verehren. Denn ich, der Ewige, dein Gott, bin ein eifervoller Gott (…)“